# Książki Google
Książki Google (ang. Google Books, wcześniej: Google Book Search, Google Print) – wyszukiwarka książek wykorzystująca technologię OCR. Wyszukiwanie obejmuje książki znajdujące się w największych księgarniach i bibliotekach na świecie. Niektóre książki znajdujące się w serwisie można przeczytać w całości, inne we fragmentach, do większości jednak jest dostępny jedynie podgląd strony tytułowej i spisu treści bądź wglądu w ogóle nie ma. Pierwotnie usługa została nazwana Google Print, lecz 17 listopada 2005 zmieniła nazwę.
Od 2 marca 2007 roku dostępna jest chińska (ocenzurowana) wersja wyszukiwarki. Jest to ósma wersja językowa serwisu.